# U4 (München)
U4 is een metrolijn, onderdeel van de metro van München, in de Duitse stad München.

## Stations
| Station                | Overstappunt | Foto * | Type                         | Geopend         | Ligging                        | Wijk                                 |
| ---------------------- | ------------ | ------ | ---------------------------- | --------------- | ------------------------------ | ------------------------------------ |
| Westendstraße          |              | 720 !  | ondiep gelegen zuilenstation | 10 maart 1984   | 48° 08′ 5″ NB, 11° 31′ 15″ OL  | Laim                                 |
| Heimeranplatz          |              | 730 !  | ondiep gelegen zuilenstation | 10 maart 1984   | 48° 08′ 0″ NB, 11° 32′ 1″ OL   | Schwanthalerhöhe                     |
| Schwanthalerhöhe       |              | 740 !  | enkelgewelfdstation          | 10 maart 1984   | 48° 08′ 2″ NB, 11° 32′ 28″ OL  | Schwanthalerhöhe                     |
| Theresienwiese         |              | 750 !  | dubbelgewelfdstation         | 10 maart 1984   | 48° 08′ 11″ NB, 11° 33′ 3″ OL  | Ludwigsvorstadt                      |
| Hauptbahnhof           |              | 760 !  | ondiep gelegen zuilenstation | 18 oktober 1980 | 48° 08′ 25″ NB, 11° 33′ 40″ OL | Ludwigsvorstadt                      |
| Karlsplatz (Stachus)   |              | 770 !  | dubbelgewelfdstation         | 10 maart 1984   | 48° 08′ 22″ NB, 11° 33′ 57″ OL | Altstadt Ludwigsvorstadt Maxvorstadt |
| Odeonsplatz            |              | 775 !  | ondiep gelegen zuilenstation | 19 oktober 1971 | 48° 08′ 46″ NB, 11° 34′ 45″ OL | Altstadt Maxvorstadt                 |
| Lehel                  |              | 780 !  | dubbelgewelfdstation         | 27 oktober 1988 | 48° 08′ 22″ NB, 11° 35′ 17″ OL | Lehel                                |
| Max-Weber-Platz        |              | 1250 ! | ondiep gelegen zuilenstation | 27 oktober 1988 | 48° 08′ 8″ NB, 11° 35′ 55″ OL  | Haidhausen                           |
| Prinzregentenplatz     |              | 1260 ! | ondiep gelegen zuilenstation | 27 oktober 1988 | 48° 08′ 21″ NB, 11° 36′ 25″ OL | Bogenhausen Haidhausen               |
| Böhmerwaldplatz        |              | 1270 ! | ondiep gelegen zuilenstation | 27 oktober 1988 | 48° 08′ 37″ NB, 11° 36′ 55″ OL | Bogenhausen                          |
| Richard-Strauss-Straße |              | 1280 ! | ondiep gelegen zuilenstation | 27 oktober 1988 | 48° 08′ 56″ NB, 11° 36′ 59″ OL | Bogenhausen                          |
| Arabellapark           |              | 1290 ! | ondiep gelegen zuilenstation | 27 oktober 1988 | 48° 09′ 13″ NB, 11° 37′ 17″ OL | Bogenhausen                          |

- De sorteerwaarde van de foto is de ligging langs de lijn